# Mengíbar
Mengíbar – gmina w Hiszpanii, w prowincji Jaén, w Andaluzji, o powierzchni 62,34 km². W 2011 roku gmina liczyła 9908 mieszkańców.